# Michelin
Michelin (/ˈmɪʃəlɪn, -læ̃/; tiếng Pháp: [miʃlɛ̃]; tên đầy đủ: Compagnie Générale des Établissements Michelin SCA) là một công ty sản xuất lốp xe đa quốc gia của Pháp có trụ sở tại Clermont-Ferrand ở khu vực Auvergne-Rhône-Alpes của Pháp. Đây là nhà sản xuất lốp xe lớn thứ hai trên thế giới sau Bridgestone và lớn hơn cả Goodyear và Continental. Ngoài thương hiệu Michelin, nó còn sở hữu công ty lốp xe Kléber, Uniroyal-Goodrich Tire Company, SASCAR, Bookatable và nhãn hiệu Camso. Michelin cũng nổi tiếng với cẩm nang du lịch Đỏ và Xanh, lộ trình, sao Michelin mà Red Guide trao cho các nhà hàng vì nấu ăn của họ và linh vật của công ty Bibendum, thường được gọi là Michelin Man.
Nhiều phát minh của Michelin bao gồm lốp có thể tháo rời, pneurail (lốp cho cao su-tyred metro) và lốp radial.
Michelin sản xuất lốp xe cho Tàu con thoi, máy bay, ô tô, thiết bị hạng nặng, mô tô, và xe đạp. Trong năm 2012, tập đoàn đã sản xuất 166 triệu lốp xe tại 69 cơ sở ở 18 quốc gia.